# Стенлі Еллін
Стенлі Еллін (повне ім'я Стенлі Бернард Еллін, англ. Stanley Bernard Ellin; 6 жовтня 1916, Бруклін, Нью-Йорк, США — 31 липня 1986, Бруклін) — американський письменник детективного жанру, тричі лауреат премії Едгара По. Першою його премія була в 1955 році в категорії «Найкраще коротке оповідання» за «Домашня партія» («Speciality of the House»), наступною — в тій же категорії за «Метод Блессінгтона» («The Blessington Method») в 1957 році, третю премію він отримав у 1959 році в категорії «Найкращий роман» за «Восьме коло» («The Eighth Circle»).

## Біографія
Був єдиним сином Луїса та Роз Манделл Еллінів. Це була дуже любляча сім'я, тому в Стенлі було щасливе дитинство. Він змалку прочитав багато книжок Марка Твена, Редьярда Кіплінга, Роберта Луїса Стівенсона, Гі де Мопассана та Едгара Аллана По, які відклали свій відбиток на його подальшу літературну діяльність. Він закінчив Нью-Утрехтську середню школу, де був успішним учнем. Еллін здобув освіту в Бруклінському коледжі, отримав ступінь бакалавра мистецтв у 1936 році, коли йому було лише 19 років.
Після короткого перебування в армії, за наполяганням дружини, Еллін став письменником на повний робочий день. Хоча його романи відомі, він скоріше знаний своїми оповіданнями. У травні 1948 року його перше оповідання «The Specialty of the House» опубліковане в статусному журналі Ellery Queen's Mystery Magazine.
Кілька епізодів серії Альфред Гічкок представляє (27-й «Help Wanted» і 29-й «The Orderly World of Mr. Appleby» 1-го сезону; 109-й «The Festive Season» 3-го сезону; 161-й «The Blessington Method», 165-й «Specialty of the House» і 173-й «The Day of the Bullet» 5-го сезону; 236-й «You Can't Be a Little Girl All Your Life» і 246-й «The Faith of Aaron Menefee» за сценарієм Рея Бредбері 7-го сезону) були створені за мотивами коротких оповідань Елліна, а його романи «Страшна зустріч на вищому рівні», «Картковий будиночок» (1968) з Орсоном Веллсом в ролі Лешено та «Прив'язка» були адаптовані до художніх фільмів. Еллін був співавтором сценарію фільму 1951 року «Велика ніч», знятого на основі його оповідання «Страхітливий саміт», хоча в перелік сценаристів його включено лише в 2000 році.
У 1981 році Еллін відзначений нагородою Великого майстра Товариства  письменників детективного жанру Америки, давнім членом і минулим президентом якої він був.
Він одружився з Жанні Майкл, позаштатним редактором і колишньою однокласницею, у 1937 році. Вони мали одну дочку Сью Еллін (місіс Вільям Якобсен) та внучку Тае Еллін. Крім деяких поїздок за кордон і нетривалого часу, проведеного в Маямі-Біч, штат Флорида, він прожив усе своє життя в Брукліні. Він і його дружина стали квакерами наприкінці 1960-х років.
Еллін помер від серцевого нападу в Брукліні в 1986 році.
Лоуренс Блок написав про нього: «Еллін послідовно писав найкращі детективні історії свого часу».
Автор детективів Едвард Д. Хох писав: «Кар'єра Стенлі Елліна була благословлена першою історією, яку всі пам'ятають, і багато хто вважає її найкращою з трьох десятків чи більше таких коротких оповідань, які він випустив за 35 років. Але по правді навіть без цієї „Домашньої партії“ Еллін був би одним із сучасних майстрів жанру, з репутацією, побудованою міцно на романах та деяких найбільш образних оповіданнях у сфері загадковості та напруги». Він порівняв оповідання Елліна «Котяча лапа» з  Конан Дойловим «Союз рудих».
Річард Кінан написав у 1988 році: «Безсумнівно, майстер сюжетної структури як у новелі, так і в романі, Стенлі Еллін більш високо оцінений за геніальну фантазію у своїх оповіданнях. Але саме в своїх романах Еллін наслідує не лише Дешіла Хеммета, Реймонда Чандлера, Агату Крісті та Артура Конан Дойла, а й Федора Достоєвського та Вільяма Фолкнера, які описували тему злочину та покарання».
Відомий американський критик і рецензент Арт Тейлор написав: «Те, що дало Елліну таку тривалу славу в пантеоні письменників-новелістів, безумовно, точність його сюжетів: точність годинникового механізму, завдяки якій кожен елемент даної історії тонко, без особливих зусиль, невблаганно сприяє певному руйнуванню сюжетного повороту чи створенню чіткого кінцевого образу. Розмірковуючи у вступі збірки про письменників-новелістів, які вплинули на нього, Еллін розповідав, як Гі де Мопассан зводив 'історії до їх абсолютної сутності' і те, як його закінчення, хоч і непередбачувані, 'в кінцевому рахунку здавалися' настільки ж неминучими, як приреченість якості, що Еллін наслідував і вдосконалював у своїй роботі».
Його твори перекладено 22-ма мовами, а в деяких країнах, включаючи Францію, він тривалий час був головною літературною фігурою.

## Романи
- 1948 — Dreadful Summit: A Novel of Suspense (aka The Big Night) (Жартівливий саміт: роман жахів або Велика ніч).
- 1952 — The Key to Nicholas Street (Ключ до вулиці Ніколаса).
- 1958 — The Eighth Circle (Восьме коло) (переможець в номінації «Найкращій роман» премії Едгара По, 1959)
- 1960 — The Winter after This Summer (Зима після цього літа).
- 1962 — The Panama Portrait (Панамський портрет)
- 1967 — House of Cards (Картковий будиночок)
- 1968 — The Valentine Estate (Садиба Валентина)
- 1970 — The Bind (aka The Man from Nowhere) (Зв'язок або Людина нізвідки)
- 1972 — Mirror, Mirror on the Wall (aka Random House) (Дзеркало, дзеркало на стіні або Випадковий будинок; цей роман виграв французьку нагороду з детективної літератури Гран-прі поліцейської літератури в 1974 році і був обраний Генрі Кітінгом для його списку «100 кращих детективів»)
- 1974 — Stronghold (Твердиня)
- 1977 — The Luxembourg Run (Люксембурзька поїздка)
- 1979 — Star Light, Star Bright (Зоряне світло, зоряна яскравість)
- 1983 — The Dark Fantastic (Фантазія у темни тонах)
- 1985 — Very Old Money (Дуже старі гроші)

## Збірки оповідань
- 1956 — Mystery Stories (Детективні історії) (New York: Simon & Schuster).
- 1964 — The Blessington Method and Other Strange Tales (Метод Блессінгтона та інші дивні історії) (New York: Random House)
- 1975 — Kindly Dig Your Grave and Other Wicked Stories. (Будь ласка, копайте свою могилу та Інші нечестиві історії) (New York: Davis Publications)
- 1979 — The Specialty of the House and Other Stories: The Complete Mystery Tales, 1948—1978 (Спеціалізація будинку та інші історії: Повні детективні історії) (New York: Mysterious Press)

## Окремі оповідання
- 1956 — The Blessington Method, (Метод Блессінгтона) (Премія Едгара Аллана По за кращу новелу, 1957) (EQMM)
- 1959 — The Day of the Bullet (День кулі) (EQMM)

## Кінофільми
Адаптовані з його романів і оповідань:
- Довга ніч (The Big Night), 1957
- Подвійний поворот ключа (Web of Passion), 1959
- Нічого, крім найкращого (Nothing But the Best), 1964
- Картковий будиночок (House of Cards), 1968
- Сонячний опік, (Sunburn), 1978
- Молитва в темряві, (A Prayer in the Dark), 1997